# Micromeria
Micromeria  é um gênero botânico da família Lamiaceae

## Espécies
Contém as seguintes espécies:
1. Micromeria acropolitana Halácsy
2. Micromeria albanica (K.Malý) Šilic
3. Micromeria × angosturae P.Pérez (M. tenuis subsp. linkii × M. varia subsp. canariensis)
4. Micromeria arganietorum (Emb.) R.Morales
5. Micromeria benthamii Webb & Berthel.
6. Micromeria × benthamineolens Svent. (M. benthamii × M. pineolens)
7. Micromeria biflora (Buch.-Ham. ex D.Don) Benth.
8. Micromeria × bourlieri Maire & Le Lièvre (M. graeca × M. inodora)
9. Micromeria brivesii Batt.
10. Micromeria × broussonetii A.Santos, A.Acev.-Rodr. & Reyes-Bet. (M. densiflora × M. varia)
11. Micromeria browiczii Ziel. & Kit Tan
12. Micromeria chionistrae Meikle
13. Micromeria conferta (Coss. & Daveau) Stefani
14. Micromeria × confusa G.Kunkel & P.Pérez (M. benthamii × M. lanata)
15. Micromeria cremnophila Boiss. & Heldr.
16. Micromeria cristata (Hampe) Griseb.
17. Micromeria croatica (Pers.) Schott
18. Micromeria cymuligera Boiss. & Hausskn.
19. Micromeria danaensis Danin
20. Micromeria debilis Pomel
21. Micromeria densiflora Benth.
22. Micromeria douglasii (Benth.) Benth.
23. Micromeria elliptica K.Koch
24. Micromeria filiformis (Aiton) Benth.
25. Micromeria flacca (Nábelek) Hedge
26. Micromeria flagellaris Baker
27. Micromeria fontanesii Pomel
28. Micromeria forbesii Benth.
29. Micromeria glomerata P.Pérez
30. Micromeria graeca (L.) Benth. ex Rchb.
31. Micromeria guichardii (Quézel & Zaffran) Brullo & Furnari
32. Micromeria hedgei Rech.f.
33. Micromeria helianthemifolia Webb & Berthel.
34. Micromeria herpyllomorpha Webb & Berthel.
35. Micromeria hispida Boiss. & Heldr. ex Benth.
36. Micromeria hochreutineri (Briq.) Maire
37. Micromeria × hybrida Zagan (M. graeca × M. nervosa)
38. Micromeria hyssopifolia Webb & Berthel.
39. Micromeria imbricata (Forssk.) C.Chr.
40. Micromeria inodora (Desf.) Benth.
41. Micromeria × intermedia G.Kunkel & P.Pérez (M. benthamii × M. helianthemifolia)
42. Micromeria juliana (L.) Benth. ex Rchb.
43. Micromeria kerneri Murb.
44. Micromeria lachnophylla Webb & Berthel.
45. Micromeria lanata (C.Sm. ex Link) Benth.
46. Micromeria lasiophylla Webb & Berthel.
47. Micromeria lepida Webb & Berthel.
48. Micromeria leucantha Svent. ex P.Pérez
49. Micromeria longipedunculata Bräuchler
50. Micromeria macrosiphon Coss.
51. Micromeria madagascariensis Baker
52. Micromeria marginata (Sm.) Chater
53. Micromeria × meteorica Hausskn. (M. cremnophila × M. juliana)
54. Micromeria microphylla (d'Urv.) Benth.
55. Micromeria monantha (Font Quer) R.Morales
56. Micromeria myrtifolia Boiss. & Hohen.
57. Micromeria nervosa (Desf.) Benth.
58. Micromeria × nogalesii G.Kunkel & P.Pérez (M. lanata × M. varia subsp. canariensis)
59. Micromeria peltieri (Maire) R.Morales
60. Micromeria × perez-pazii G.Kunkel(M. benthamii × M. tenuis)
61. Micromeria persica Boiss.
62. Micromeria pineolens Svent.
63. Micromeria × preauxii Webb & Berthel. (M. benthamii × M. varia subsp. canariensis)
64. Micromeria pseudocroatica Šilic
65. Micromeria rivas-martinezii Wildpret
66. Micromeria serbaliana Danin & Hedge
67. Micromeria sinaica Benth.
68. Micromeria sphaciotica Boiss. & Heldr. ex Benth.
69. Micromeria sphaerophylla Baker
70. Micromeria suborbicularis (Alain) Borhidi
71. Micromeria × tagananensis P.Pérez (M. glomerata × M. varia)
72. Micromeria teneriffae (Poir.) Benth. ex G.Don
73. Micromeria tenuis (Link) Webb & Berthel.
74. Micromeria unguentaria Schweinf.
75. Micromeria varia Benth.
76. Micromeria weilleri (Maire) R.Morales
77. Micromeria × wildpretii P.Pérez (M. rivas-martinezii × M. varia)

## Sinonímia
- Sabbatia Moench, Methodus: 386 (1794).
- Xenopoma Willd., Mag. Neuesten Entdeck. Gesammten Naturk. Ges. Naturf. Freunde Berlin 5: 399 (1811).
- Zygis Desv. in W.Hamilton, Prodr. Pl. Ind. Occid.: 46 (1825).
- Piperella C.Presl, Fl. Sicul.: xxxvii (1826).
- Apozia Willd. ex Steud., Nomencl. Bot., ed. 2, 1: 114 (1840).
- Cuspidocarpus Spenn. in Nees, Gen. Fl. Germ. 2: 18 (1843).
- Micronema Schott, Oesterr. Bot. Wochenbl. 1857: 95 (1857).
- Tendana Rchb.f., Oesterr. Bot. Wochenbl. 7: 160 (1857).[4]